# Abrophila whitei
Abrophila whitei är en tvåvingeart som beskrevs av Daniels 1987. Abrophila whitei ingår i släktet Abrophila och familjen rovflugor. Inga underarter finns listade i Catalogue of Life.